# 小行星16251
小行星16251（16251 Barbifrank）是一颗绕太阳运转的小行星，为主小行星带小行星。该小行星于2000年4月29日发现。

## 轨道参数
小行星16251的轨道半长轴为2.4259914 UA，离心率为0.217。